# Palisades (Texas)
Palisades è un villaggio degli Stati Uniti d'America, situato nello stato del Texas, nella contea di Randall.